# Skaningowa kalorymetria różnicowa
Skaningowa kalorymetria różnicowa (ang. differential scanning calorimetry, DSC) – technika służąca do pomiaru mocy cieplnej, a dokładniej zmiany różnicy strumienia cieplnego powstającego między próbką badaną i referencyjną w trakcie przemiany termicznej. Opracowana została w 1962 r. przez E. S. Watsona i M. J. O'Neilla jako rozwinięcie i ulepszenie termicznej analizy różnicowej (DTA), która miała zapewniać dokładniejszy pomiar bez względu na czynniki sprzętowe i operatora, analizę znacznie mniejszych próbek, bardziej powtarzalne wyniki o wyższej rozdzielczości i szybsze wykonywanie pomiarów. Pozwala ona określić przemiany fazowe i strukturalne zachodzące w próbce podczas ogrzewania wraz z ich kinetyką, egzotermiczne i endotermiczne reakcje chemiczne, zmiany pojemności cieplnej próbki, a także, w niektórych przypadkach stabilność temperaturową próbki.

## Metoda pomiaru

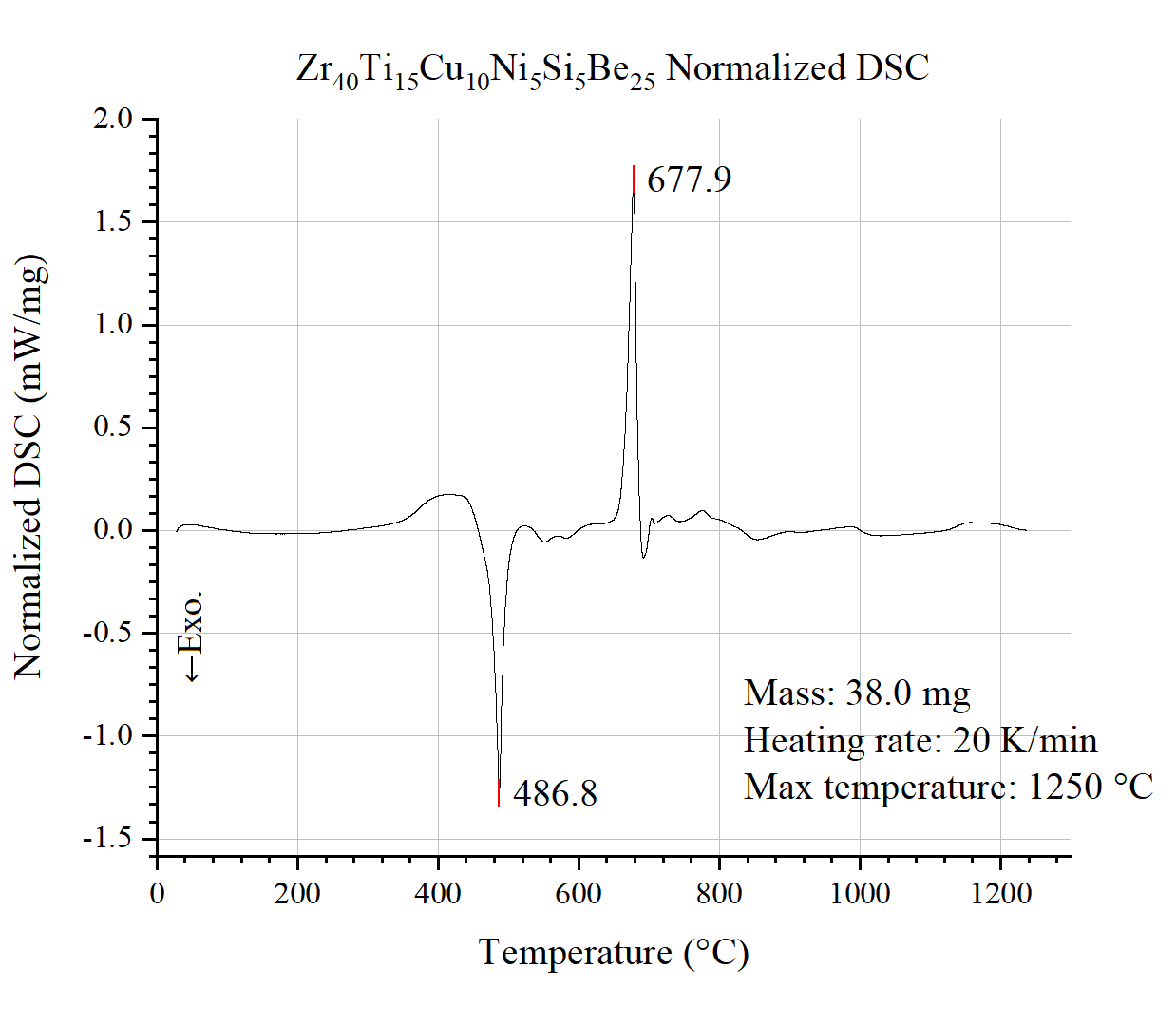
Znormalizowana krzywa DSC dla ogrzewania amorficznego stopu Zr50Ti5Cu10Ni10Be25. Uzyskana dla masy próbki 43,1 mg i prędkości ogrzewania 20 K/min do maksymalnej wartości 1250 °C. Od krzywej surowej odjęto linię bazową.

Klasyczna metoda DSC polega na utrzymywaniu tych samych temperatur dla próbki badanej i próbki odniesienia oraz pomiarze różnicy strumienia ciepła dostarczanego do obu próbek. Eksperyment może być przeprowadzany w warunkach izotermicznych lub w warunkach zaprogramowanych zmian temperatury, w czasie grzania lub chłodzenia. Jako próbka odniesienia zazwyczaj wykorzystywany jest pusty tygielek na próbkę, co pozwala wyeliminować zakłócenia pochodzące od niego przy założeniu, że jest identyczny z tym na właściwą określaną próbkę. Dla dokładniejszego pomiaru można użyć dodatkowego materiału referencyjnego inertnego termicznie (bez zmian pojemności cieplnej i przemian) w mierzonym zakresie temperatur. Wykonuje się również kalibrację termiczną aparatury, polegającą za zarejestrowaniu sygnału dla pustego tygielka próbki badanej i próbki odniesienia. Otrzymaną linię (linię bazową) odejmuje się od faktycznych pomiarów na próbce, co prowadzi do wypłaszczenia wykresu i pominięcia efektów związanych z układem pomiarowym, który pozostaje niezmienny.

## Typy kalorymetrów DSC

### Kalorymetry różnicowe z kompensacją mocy
Inna nazwa tego typu kalorymetrów to Power compensating DSC. Próbka badana i próbka referencyjna znajdują się w identycznych oddzielnych termicznie izolowanych piecykach, które są niezależnie sterowane, tak aby temperatura obu próbek się utrzymywała na równym poziomie i zmieniała się ze ściśle zaprogramowaną szybkością. Różnica pomiaru temperatur powstaje, jeżeli badana próbka pochłania lub wydziela więcej ciepła niż próbka referencyjna np. w wyniku zachodzącej przemiany fazowej lub reakcji. Urządzenie kompensuje różnicę temperatur próbek na bieżąco zmieniając strumień ciepła dostarczany do próbek. Mierzonym sygnałem jest moc dostarczana do elementów grzejnych prób, a wynik podawany jest w postaci wykresu różnicy w dostarczanych strumieniach cieplnych od czasu lub temperatury.

### Kalorymetry typu przepływ ciepła
Kalorymetry tego typu nazywają się Heat flow, Heat-flux DSC lub kalorymetry Calveta. Jako czujnik pomiarowy stosuje się jedno z dwu rozwiązań konstrukcyjnych: stosy termopar lub tzw. plate detector dla pomiaru temperatur każdej z próbek. W przeciwieństwie do poprzedniego typu próbka odniesienia i badana znajdują w jednym izolowanym termicznie piecyku i ogrzewane są razem tym samym strumieniem ciepła. Wielkością mierzoną jest różnica temperatur między próbkami wynikając z tych samych co wyżej opisane przyczyn, jednak tym razem nie jest ona kompensowana poprzez zmianę strumieni cieplnych dopływających do próbek. Oprogramowanie pośrednio oblicza strumień cieplny dopływający do próbki badanej na podstawie proporcjonalności do różnicy temperatur między próbką referencyjną a badaną, a następnie koryguje go ze względu na asymetrię oporu termicznego i pojemności cieplnej platform próbki odniesienia i badanej, a także na nierówności szybkości ogrzewania, wykorzystując dane kalibracyjne.

## Przegląd zastosowania DSC
- analiza fazowa
- oznaczanie składu chemicznego i czystości
- pomiar ciepła przemian fazowych i reakcji chemicznej
- wyznaczanie ciepła właściwego substancji
- wyznaczanie parametrów kinetycznych reakcji
- wyznaczanie temperatury zeszklenia

## Symultaniczne aplikacje
Dla specjalnych badań stosuje się możliwość metody, w której próbkę badaną w ciągu pomiaru DSC dodatkowo analizuje się metodą termograwimetryczną. Kombinacja metod nazywa się DSC-TG lub STA (symultaniczna termoanaliza). Do pomiaru sygnału DSC dochodzi pomiar straty masy, dodatkowo można analizować oddawane gazy za pomocą spektroskopii IR oraz spektrometrii mas.